# Фрационе Капело (Кунео)
Фрационе Капело је насеље у Италији у округу Кунео, региону Пијемонт.
Према процени из 2011. у насељу је живело 4 становника. Насеље се налази на надморској висини од 1149 м.